# Semantic Scholar
Semantic Scholarは、学術文献検索サービスである。人工知能技術の機械学習によって文献から意味や関連性を抽出することで、利用者の研究に最も関連がある論文の発見ならびに理解を支援する。アメリカ合衆国のアレン人工知能研究所（英: Allen Institute for AI、AI2）が開発・サービス提供を行っている。S2CIDは収載文献の識別IDである。